# Jeanette Witziers-Timmer

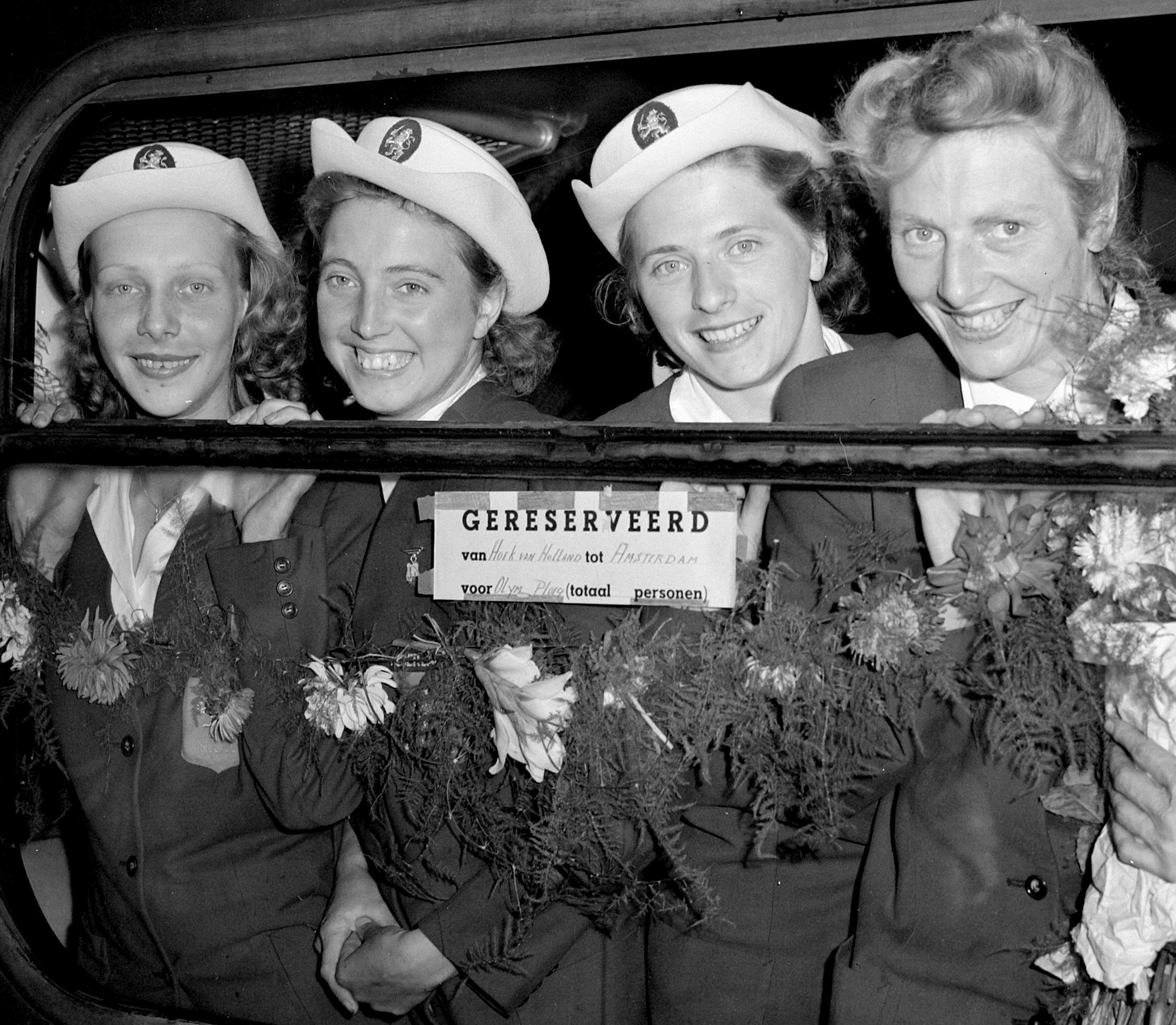
L'équipe des Pays-Bas du 4 × 100 mètres des Jeux de 1948 : Xenia Stad-de Jong, Nettie Witziers-Timmer, Gerda van der Kade-Koudijs et Fanny Blankers-Koen

Jeanette Witziers-Timmer, née le 22 juillet 1923 à Amsterdam, et décédée le 25 janvier 2005, était une athlète néerlandaise couronnée championne olympique en 1948. De son vrai nom « Jeanette », elle était surnommée « Nettie ». Elle est la troisième relayeuse du 4 × 100 mètres féminin hollandais (Xenia Stad-de Jong, Gerda van der Kade-Koudijs et la championne olympique du 100 m Fanny Blankers-Koen) qui remporte le titre olympique à Londres. Deux ans plus tard, Witziers-Timmer remporte à nouveau le 4 × 100 mètres des championnats d'Europe à Oslo.